# Ophioderma panamensis
Ophioderma panamensis is een slangster uit de familie Ophiodermatidae. De wetenschappelijke naam van de soort werd in 1859 gepubliceerd door Christian Frederik Lütken.